# Magic Sword
Magic Sword (マジックソード?) è un videogioco arcade del 1990 prodotto da Capcom. Convertito per Super Nintendo Entertainment System, il videogioco è incluso nelle raccolte Capcom Classics Collection e Capcom Classics Collection Remixed.